# 定西专区
定西专区是1949年到1970年存在于中国甘肃省的一个专区，专署驻定西县，辖定西、会宁、榆中、静宁、靖远、海原、西吉七县。

## 历史沿革
- 1950年，将静宁、海原、西吉3县划归平凉专区；原属临夏专区的临洮、洮沙2县和原岷县专区所属会川、渭源2县划入定西专区，撤销洮沙县并入临洮县；定西专区辖7县。
- 1956年，原由省直辖的皋兰县及原属张掖专区的永登、景泰2县，原属天水专区的陇西、通渭2县划入定西专区。
- 1958年由皋兰、靖远2县部分地区合并设白银市，原由省直辖，后委托定西专区代管。撤销景泰、皋兰、永登3县，先将景泰县并入皋兰县，又将皋兰县并入兰州、白银市；将永登县并入兰州市。撤销会川、渭源2县，将会川县并入武山、渭源2县，渭源县并入陇西、临洮2县。原属天水专区的岷县划入定西专区。辖1市、8县。
- 1960年靖远县划归白银市。1961年，白银市改由省直辖；恢复皋兰、景泰2县，由白银市领导；将临洮、岷县2县划归临洮专区；定西专区辖5县。1963年原属白银市领导的靖远、皋兰2县和原临洮专区所属临洮、渭源2县划入定西专区；定西专区辖9县。
- 1970年，定西专区改称定西地区；将榆中、皋兰2县划归兰州市领导；定西地区辖定西、靖远、会宁、通渭、陇西、渭源、临洮等7县。

2003年4月4日，撤销定西地区，设立地级定西市，定西市辖原定西地区通渭县、陇西县、渭源县、临洮县、漳县、岷县和新设立的安定区。